# 高知運輸支局
高知運輸支局（こうちうんゆしきょく）は国土交通省の地方支分部局である運輸支局のひとつ。四国運輸局管内。

## 所在地
本庁舎（海事部門）
高知市桟橋通五丁目4番55号　高知港湾合同庁舎
大津庁舎（陸運部門）
高知市大津乙1879番地1

## 自動車登録管轄区域
- 高知県全域である。
  - ここで交付されるナンバープレートは「高知」ナンバーになる。
  - 1988年以前に交付されていたナンバープレートは「高」ナンバーであった。